# Iván Brovkin en la granja estatal
Iván Brovkin en la granja estatal (en ruso: Ива́н Бро́вкин на целине́, romanizado: Ivan Brovkin na tseline) es una película de comedia soviética de 1959 dirigida por Iván Lukinski, protagonizada por Leonid Jaritónov, Serguéi Blinnikov, Tatiana Pelttser, Anna Kolomiytseval y Vera Orlova, en los papeles principales y producida por los estudios cinematográficos Estudios de Cine Gorki, secuela de la película de 1955 El soldado Iván Brovkin. La película fue un gran éxito de taquilla, fue vista por 44,6 millones de espectadores en la URSS.

## Sinopsis
Iván Brovkin (Leonid Jaritónov) completa el servicio militar con el grado de sargento, y con un grupo de amigos decide ir después de la desmovilización a las tierras vírgenes desarrolladas. Llega a su koljós natal y es recibido con frialdad: el presidente de la granja colectiva (Serguéi Blinnikov), su novia Lyubasha (Daya Smirnova) y su madre (Tatiana Pelttser) lo consideran un traidor. La boda planeada se cancela y Brovkin decide irse a la Campaña de las tierras virgenes.
Brovkin llega a la región de las tierras virgenes en el momento en el que hay que arar la tierra. Se une al equipo. Durante el trabajo diario pasa el invierno. En las cartas que escribe a casa les dice que todo está muy bien. La noticia de cómo vive Iván se extiende por el pueblo. Lyubasha piensa seriamente en cómo escapar de su hogar a las tierras vírgenes. En primavera, Brovkin es nombrado capataz de la brigada de tractores.
Se acerca el tiempo de la cosecha. Brovkin piensa en regresar a su granja natal porque extraña a su novia Lyubasha. El director de la finca (Konstantín Sinitsyn) lo sabe, y deseando mantener a un empleado valioso, le recomienda insistentemente que construya una casa. Finalmente llega la madre de Brovkin para ver cómo está. Al enterarse de esto, el director le indica al conductor que simule la avería del motor en el camino de Brovkin desde el aeropuerto hasta la granja, y organiza la construcción de una casa en tiempo doble para el capataz de la granja estatal durante un subbotnik.
Zahar Silich (Mijaíl Pugovkin) llega al soljós para llevar a su novia Polina (Vera Orlova) —quien también se ha ido a las tierras vírgenes— a casa. Pero viendo la situación en la hacienda estatal decide quedarse en las tierras vírgenes. Pronto Zahar Silich se casa con su amada.
El líder de producción Iván Brovkin recibe la Orden de la Bandera Roja del Trabajo. Después de la cosecha, Zahar Silich con su esposa e Iván Brovkin vienen a visitar su pueblo natal por un corto tiempo. Iván se casa con su novia Lyubasha y juntos van a vivir a las tierras vírgenes.

## Producción
La película se rodó en las tierras vírgenes del Óblast de Oremburgo en el sovjós «Komsomolskiy».

## Elenco
- Leonid Jaritónov como el sargento retirado Iván Brovkin
- Tatiana Pelttser como Yevdokiya Brovkina, madre de Iván Brovkin
- Serguéi Blinnikov como Timofey Koroteyev, el presidente de la granja colectiva
- Anna Kolomiytseva como Yelizaveta Koroteyeva, la esposa de Timofey Kondratievich
- Daya Smirnova como Lyubasha, la novia (luego esposa) de Iván Brovkin
- Mijaíl Pugovkin como Zajar Silych Peryshkin, amigo de Brovkin, marinero de la flota mercante
- Vera Orlova como Polina Grebeshkova, esposa de Peryshkin, camarera, jefa de la cantina de la granja estatal.
- Konstantín Sinitsyn como Serguéi Barabanov, el director del sovjós de las tierras virgenes
- Tanat Zhailibekov como Mujtar Abayev, amigo de Brovkin, sargento retirado.
- Sofía Zajkova como la doctora Irina Nikolaevna
- Evgeniy Shutov como Appolinari Samokhvalov, contador de la granja colectiva
- Vasiliy Minin como Brigadier Stepan
- Juris Lejaskalns como Juris Leimanis, amigo de Brovkin, tractorista, sastre.
- Boris Tolmazov como Nikolái Petrovich
- Marina Gavrilko como la vecina Akulina
- Valentín Grachyov como Nikolái  Bujvalov, miembro de la brigada
- Mijaíl Vorobyov como vecino
- Klavdiya Kozlyonkova como la hija de Akulina
- Antonina Kolinichenko como Vera Bujvalova, esposa de Nikolái